# Hikaru Kitagawa
Hikaru Kitagawa (北川 ひかる Kitagawa Hikaru?,  nacida el 10 de mayo de 1997 en Ishikawa) es una futbolista japonesa que juega como defensa.
En 2017, Kitagawa jugó 5 veces para la selección femenina de fútbol de Japón.

## Trayectoria

### Clubes
| Club                   | País   | Año         |
| ---------------------- | ------ | ----------- |
| Urawa Reds             | Japón  | 2015 - 2018 |
| Albirex Niigata Ladies | Japón  | 2018 - 2023 |
| INAC Kobe Leonessa     | Japón  | 2023 - 2024 |
| BK Häcken              | Suecia | 2024 - Act. |

### Selección nacional
| Selección | País  | Año  |
| --------- | ----- | ---- |
| Absoluta  | Japón | 2017 |

## Estadística de equipo nacional
| Selección femenina de fútbol de Japón | Selección femenina de fútbol de Japón | Selección femenina de fútbol de Japón |
| Año                                   | Partidos                              | Goles                                 |
| ------------------------------------- | ------------------------------------- | ------------------------------------- |
| 2017                                  | 5                                     | 0                                     |
| Total                                 | 5                                     | 0                                     |